# Louis Nicolas Dubois
Pour les articles homonymes, voir Dubois.
 (janvier 2017).
Louis Nicolas Pierre Joseph, comte Dubois est un magistrat français, né à Lille le 20 avril 1758 et mort à Paris le 25 décembre 1847. Il fut le premier préfet de police de Paris.

## Biographie

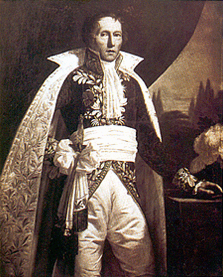
Le comte Louis Nicolas Dubois.

Louis Nicolas Dubois fit ses études de droit à Paris et devint avocat au Parlement de Paris, puis procureur au Châtelet en 1783. Après la Révolution française, il fut  commissaire du directoire près de la 10e municipalité de la capitale puis nommé juge au Tribunal civil du département de la Seine le 1er frimaire an IV (22 novembre 1795).
Préfet de police de Paris depuis quelques mois, il décrète en 1800 une ordonnance visant à interdire le port du pantalon pour les femmes et à mettre un terme à l'usurpation de l’identité masculine par les femmes avec « l’intention coupable d’abuser de son travestissement ». Dans ce texte, il se dit « persuadé qu'aucune d'elles ne quitte les habits de son sexe que pour cause de santé » et considère « que les femmes travesties sont exposées à une infinité de désagréments, et même aux méprises des agents de la police, si elles ne sont pas munies d'une autorisation spéciale ». Ce sont les débuts du permis de travestissement.
Après le 18 brumaire, il entra, grâce à la protection de son ami Réal, au Bureau central chargé de la police de Paris puis il fut placé à la tête de la préfecture de police de Paris dont il devint le premier titulaire le 8 mars 1800, juste après sa création par l’arrêté des consuls du 28 pluviôse an VIII (17 février 1800). 
En tant que préfet, il ordonne le déménagement de la morgue, située au grand Châtelet, vers le quai du Marché-Neuf, et modernise celle-ci en l'aménageant de façon à favoriser l'identification des cadavres. En 1804, il prescrit l'organisation officielle des maisons closes.
Très ambitieux, il ne tarda pas à entrer en conflit avec son ministre de tutelle, Fouché. Bonaparte, ravi de diviser pour régner, attisa cette rivalité et, pour conforter la position de Dubois, le nomma conseiller d'État, commandeur de la Légion d'honneur et comte de l'Empire. Mais après la disgrâce de Fouché en juin 1810, le maintien de Dubois ne présenta plus aucun intérêt pour Napoléon. L'absence du préfet de police lors de l'incendie de l’ambassade d’Autriche lors de la fête organisée par le prince de Schwarzenberg ambassadeur d'Autriche en France, pour célébrer le mariage entre Napoléon et l'impératrice Marie-Louise, fournit le prétexte de sa disgrâce. Il fut remplacé par Étienne-Denis Pasquier.
Selon ce dernier : « c’était un homme de peu d’esprit, sans méchanceté, mais sans aucun principe arrêté sur quoi que ce fût. Le pouvoir absolu ne pouvait rencontrer un instrument plus docile et plus dévoué. Uniquement occupé du soin de conserver sa place et d’accroître sa fortune, il était peu difficile sur le choix des moyens qui pouvaient lui assurer ce double avantage. Sorti d’une étude de procureur dans laquelle il avait achevé son éducation, ses manières étaient communes pour ne pas dire triviales, et ses liaisons se ressentaient du mauvais goût dont toute sa personne portait l’empreinte. Il avait assez récemment épousé la fille d’une femme de chambre avec laquelle on lui avait connu, pendant de longues années, une intimité fort scandaleuse. Ce mariage avait ajouté à la déconsidération dont il était atteint, et on comprenait difficilement qu’un pareil homme eût trouvé le moyen de conserver aussi longtemps une place de cette importance. » [réf. nécessaire]
Après son renvoi, Dubois réintégra le Conseil d'État et fut chargé, en 1811, d'une enquête sur les prisons, puis d'un rapport sur la disette à la suite duquel il fut appelé au conseil des subsistances.
Il adhéra à la déchéance de Napoléon et se rallia à Louis XVIII sous la Première Restauration. Pendant les Cent-Jours, il fut élu représentant de la Seine à la Chambre des Cent-Jours et proposa, le 24 juin 1815, l’abolition de la confiscation des biens. Il fut maire de Vitry de 1819 à 1821. Il quitta la vie publique sous la Seconde Restauration pour profiter de la belle fortune qu'il avait amassée à l'aide de procédés souvent peu recommandables.